# Последний экзамен
Последний экзамен — американский слэшер 1981 года режиссёра Джимми Хьюстона. Премьера фильма состоялась 5 июня 1981 года.

## Сюжет
В небольшом колледже в Северной Каролине заканчивается учебный год. Постепенно все учащиеся разъезжаются, оставляя за собой пустующие общежития. Однако студентке Кортни, как и некоторым другим, пришлось на некоторое время задержаться и повременить с отъездом. В это время на территории общежития появляется маньяк-убийца и начинает последовательно убивать оставшихся студентов.

## В ролях
- Сесиль Багдади — Кортни
- Джоэл С. Райс — Радиш
- Ральф Браун — Вильдман
- ДеАнна Роббинс — Лиза
- Шерри Уиллис-Бёрч — Дженет
- Джон Фэллон — Марк
- Терри У. Фэррен — Плэдж
- Тимоти Л. Рейнор — убийца
- Сэм Килмен — шериф

## Критика
Оценки
- Сергей Кудрявцев (www.kinopoisk.ru — 2 балла из 10)

В целом было отмечено сходство фильма с киноциклом «Пятница 13-е», а также его вторичность и похожесть на множество подобных фильмов.